# Rouille de la betterave
 (mars 2021).
La mise en forme du texte ne suit pas les recommandations de Wikipédia : il faut le « wikifier ».
Les points d'amélioration suivants sont les cas les plus fréquents :
- Les titres sont pré-formatés par le logiciel. Ils ne sont ni en capitales, ni en gras.
- Le texte ne doit pas être écrit en capitales (les noms de famille non plus), ni en gras, ni en italique, ni en « petit »…
- Le gras n'est utilisé que pour surligner le titre de l'article dans l'introduction, une seule fois.
- L'italique est rarement utilisé : mots en langue étrangère, titres d'œuvres, noms de bateaux, etc.
- Les citations ne sont pas en italique mais en corps de texte normal. Elles sont entourées par des guillemets français : « et ».
- Les listes à puces sont à éviter, des paragraphes rédigés étant largement préférés. Les tableaux sont à réserver à la présentation de données structurées (résultats, etc.).
- Les appels de note de bas de page (petits chiffres en exposant, introduits par l'outil «  Source ») sont à placer entre la fin de phrase et le point final[comme ça].
- Les liens internes (vers d'autres articles de Wikipédia) sont à choisir avec parcimonie. Créez des liens vers des articles approfondissant le sujet. Les termes génériques sans rapport avec le sujet sont à éviter, ainsi que les répétitions de liens vers un même terme.
- Les liens externes sont à placer uniquement dans une section « Liens externes », à la fin de l'article. Ces liens sont à choisir avec parcimonie suivant les règles définies. Si un lien sert de source à l'article, son insertion dans le texte est à faire par les notes de bas de page.
- La présentation des références doit suivre les conventions bibliographiques. Il est recommandé d'utiliser les modèles {{Ouvrage}}, {{Chapitre}}, {{Article}}, {{Lien web}} et/ou {{Bibliographie}}. Le mode d'édition visuel peut mettre en forme automatiquement les références.
- Insérer une infobox (cadre d'informations à droite) n'est pas obligatoire pour parachever la mise en page.

Pour une aide détaillée, merci de consulter Aide:Wikification.
Si vous pensez que ces points ont été résolus, vous pouvez retirer ce bandeau et améliorer la mise en forme d'un autre article.

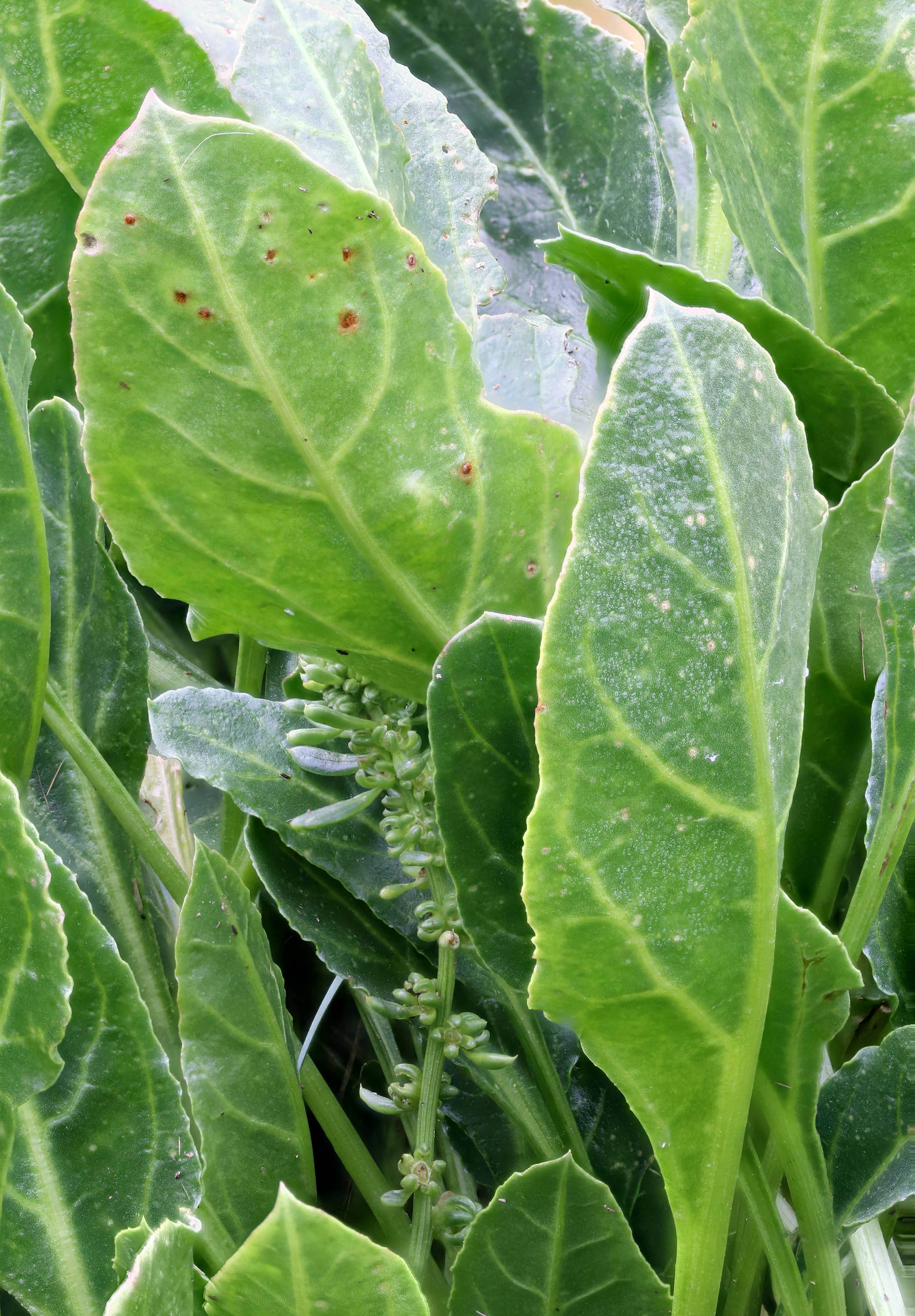
Feuilles de betteraves avec de la rouille

La rouille (Uromyces betae) est une maladie cryptogamique foliaire courante des végétaux causant des pertes de rendements.  
Identifiée dès 1801, elle est caractérisée par l'apparition de pustules orangées qui peuvent couvrir entièrement le feuillage de la plante et entraîner le dessèchement de ses feuilles. Cette maladie se retrouve dans de nombreuses cultures avec un développement plus ou moins important selon les climats, les espèces, les variétés, les débuts de floraison, etc.
Aucune région de la France n'est épargnée. Identifiée dès 1801, elle est caractérisée par l'apparition de pustules orangées. La multiplication de ces dernières, peut couvrir entièrement le feuillage de la plante et entraîner le dessèchement des feuilles.

## Symptômes
Les pieds de betteraves atteints par cette maladie se couvrent de pustules au printemps appelés écidiospores, de couleur brun orangé (1mm) sur les deux faces de la feuille. Lorsque l'été arrive, les feuilles libèrent de la poudre rousse constituée de spores. Lorsque la feuille est à un stade plus avancé, on peut retrouver un dépôt plus lisse et plus régulier. Ce sont des filaments mycéliens qui s'introduisent dans les feuilles grâce aux stomates. Les feuilles jaunissent, se nécrosent et vont alors tomber.
La feuille fortement attaquée va alors subir un flétrissement et un dessèchement.
Les spores qui vont se former en septembre vont contribuer à assurer la conservation de la maladie pendant l'automne pour garantir le passage d’une année à l’autre.

## Propagation
Les Hauts-de-France sont une région à risque élevé pour la rouille.
La température idéale pour le développement de la rouille se situe entre 3 et 25 °C avec un pic à 14 °C. Les saisons associées sont les printemps humides et les étés froids et pluvieux,. 

## Coût et conséquences
Le coût pour traiter cette maladie s'élève à environ 30€/hectare.
La rouille sur la betterave n'est pas la maladie cryptogamique la plus nuisible pour la culture. Elle est responsable des pertes de rendements d'environ 10-15% sur les racines, et provoque une baisse de la teneur en sucre de 1%.
A noter qu'un printemps doux et humide, suivi d'un été chaud et humide favorisent le développement de la rouille sur la betterave.

## Mesures prophylactiques
Afin d'éviter la rouille sur les betteraves, il existe plusieurs mesures qui peuvent prévenir la maladie.  
• Éliminer les résidus des cultures précédentes
• S'intéresser à la sensibilité variétale de la semence de la betterave, c'est-à-dire lors du choix de la semence, il faut tenir compte des risques parcellaires, de la date de récolte, et des contraintes de l'exploitation.
• Avoir une rotation de culture, supérieure à 3 ans.
• Gérer au mieux l'utilisation de la fertilisation (il faut éviter au maximum les excès d'azote qui favorisent le développement de la maladie).

## Traitements
Avant d'intervenir avec des produits phytosanitaires, il faut :
• diagnostiquer pour identifier la maladie, et les risques agronomiques associées.
• observer, pour agir au bout moment en respectant les seuils d'intervention.
• intervenir, adopter la stratégie de protection adéquate et maintenir la surveillance.
Afin de préserver au maximum le feuillage.
Pour limiter le développement de la rouille sur un champ de betteraves, on peut utiliser un fongicide qui possèdent au moins une des cinq matières actives suivantes : Tetraconazole , Difenoconazole, Azoxystrobine, Cyproconazole, Fenpropidine. Attention, à bien respecter la réglementation.

## Règlementation
Avant d'utiliser des produits phytosanitaires, il faut :
• regarder si les produits sont homologués par le pays où la culture est implantée, en France par exemple cela se fait via le site Ephy 
• intervenir à la dose homologuée afin d'assurer un bon contrôle de la maladie, une persistance du produit et limiter l'apparition des résistances.
• alterner les matières actives et les modes d'action.
• avoir la meilleure hygrométrie possible, autrement dit, il faut traiter tôt le matin ou tard le soir, pour éviter les températures trop chaudes.
• agir au bon moment tout en respectant les seuils d'intervention d'intensité de pression de maladies (% de plantes touchées). Le premier traitement doit se réaliser lorsque la rouille est présente à 15% , si la maladie réapparaît dans les semaines qui suivent, les traitements suivants doivent se réaliser à 40% d'intensité de pression de maladies. En moyenne, on traite une à trois fois pour ce genre de maladie. En intervenant tardivement, la maladie ne sera plus contrôlable. 

## Liste des plantes touchées par cette maladie
Parmi les plantes les plus fréquemment touchées par cette maladie, on retrouve : 
- le rosier
- Pélargonium
- le fuchsia
- la rose trémière
- la jacinthe
- les conifères
- la menthe
- le groseillier
- le poirier
- le haricot
- la pomme de terre
- les épinards